# 신이라 불리운 사나이 (드라마)
《신이라 불리운 사나이》는 MBC TV에서 2010년 3월 6일부터 2010년 5월 23일까지 방영한 주말 특별기획 드라마이며, 박봉성 화백의 만화 《신이라 불리운 사나이》가 원작이다. 또한 2010년 3월 12일부터 OCN에서 매주 2편씩 방송하였다.
한편, 이 작품은 "횡포 심한 외주제작사에 의해 만들어진 드라마"란 불명예를 안아야 했다.

## 등장 인물

### 주요 인물
- 송일국 : 최강타(32세) 역 (아역 남다름) - 마이클 킹, 캐슬사 투자고문, 일명 피터팬
- 한채영 : 진보배(27세) 역 - 월간 고려 르포기자
- 김민종 : 황우현(32세) 역 - 중앙정보국 특수요원 → 황림그룹 대표이사
- 한고은 : 비비안 캐슬(30세) 역 - 캐슬가의 상속녀
- 유인영 : 장미(26세) 역 - 장용 회장의 딸
- 조진웅 : 장호(32세) 역 - 장용 회장의 아들

### 최강타의 4적
- 정한용 : 장용(60세) 역 - 용비그룹 회장
- 이재용 : 황달수(60세) 역 - 황우현의 아빠, 황림그룹 회장
- 정동환 : 이형섭(60세) 역 - 법무부 장관
- 김용건 : 강태호(60세) 역 - 태흥그룹

### 최강타의 캐슬요새 수하들
- 신범도 : 데니스(30세) 역 - 최강타의 브레인이자 참모
- 정원중 : 박홍춘(42세) 역 - 발명가, 강타의 조언자
- 이원석 : 자니 킴(23세) 역 - 해커, 강타의 조언자

### 보배의 달동네 사람들 외
- 추자현 : 서미수(최강희)(29세) 역 - 서울시경 강력계 형사, 최강타의 여동생
- 이보희 : 한수라(48세) 역 - 보배의 엄마
- 백일섭 : 홍덕보 역 - 금고털이범 출신 수제구두 기술자
- 김민지 : 혜정(19세) 역 - 홍덕보 영감의 손녀딸, 고등학생

### 그 외
- 신승환 : 황보 (29세) 역 - 서미수 형사의 동료형사
- 윤기원 : 김지원 실장 역 - 최강타의 측근, 펀드매니저
- 이승형 : 표 비서(40세) 역 - 용비그룹 장용의 비서
- 이재윤 : 박철(30세) 역
- 정은우 : 손철(30세) 역
- 김태준
- 정나온

## 시청률
최저 시청률과 최고 시청률은 시청률 조사회사와 지역별로 시청률에 차이가 있을 수 있습니다.
| 2010년      | 2010년      | 2010년         | 2010년       | 2010년         | 2010년       |
| 회차        | 방송일      | TNmS 시청률    | TNmS 시청률  | AGB 시청률     | AGB 시청률   |
| 회차        | 방송일      | 대한민국(전국) | 서울(수도권) | 대한민국(전국) | 서울(수도권) |
| ----------- | ----------- | -------------- | ------------ | -------------- | ------------ |
| 제1회       | 3월 6일     | 16.3%          | 16.6%        | 15.8%          | 16.7%        |
| 제2회       | 3월 7일     | 15.0%          | 16.1%        | 14.4%          | 15.4%        |
| 제3회       | 3월 13일    | 13.1%          | 14.3%        | 12.4%          | 13.3%        |
| 제4회       | 3월 14일    | 11.9%          | 12.4%        | 11.4%          | 11.9%        |
| 제5회       | 3월 20일    | 15.7%          | 16.5%        | 13.7%          | 14.7%        |
| 제6회       | 3월 21일    | 13.5%          | 13.7%        | 11.7%          | 12.5%        |
| 제7회       | 3월 27일    | 15.1%          | 16.5%        | 14.7%          | 15.4%        |
| 제8회       | 3월 28일    | 14.5%          | 15.2%        | 14.1%          | 14.3%        |
| 제9회       | 4월 3일     | 12.6%          | 12.6%        | 12.8%          | 14.1%        |
| 제10회      | 4월 4일     | 14.1%          | 15.2%        | 14.1%          | 15.2%        |
| 제11회      | 4월 10일    | 14.3%          | 14.6%        | 14.0%          | 14.8%        |
| 제12회      | 4월 11일    | 13.9%          | 14.3%        | 12.7%          | 13.7%        |
| 제13회      | 4월 17일    | 13.7%          | 14.3%        | 13.1%          | 14.1%        |
| 제14회      | 4월 18일    | 15.2%          | 15.7%        | 13.6%          | 14.7%        |
| 제15회      | 4월 24일    | 14.3%          | 14.9%        | 12.2%          | 12.9%        |
| 제16회      | 4월 25일    | 16.4%          | 17.1%        | 15.0%          | 15.5%        |
| 제17회      | 5월 1일     | 14.4%          | 15.1%        | 13.6%          | 13.7%        |
| 제18회      | 5월 2일     | 15.2%          | 15.7%        | 13.8%          | 13.7%        |
| 제19회      | 5월 8일     | 14.4%          | 14.8%        | 13.5%          | 14.0%        |
| 제20회      | 5월 9일     | 15.6%          | 16.1%        | 14.7%          | 15.3%        |
| 제21회      | 5월 15일    | 12.5%          | 12.9%        | 11.5%          | 11.7%        |
| 제22회      | 5월 16일    | 15.2%          | 15.5%        | 13.9%          | 14.6%        |
| 제23회      | 5월 22일    | 13.9%          | 13.6%        | 12.6%          | 12.5%        |
| 제24회      | 5월 23일    | 17.0%          | 17.6%        | 15.7%          | 16.7%        |
| 평균 시청률 | 평균 시청률 | 14.5%          | 15.1%        | 13.5%          | 14.2%        |

## 맞춤법
이 드라마의 제목을 두고 제작진이 많은 고민을 하였다. 대한민국에서는 '신이라 불리운 사나이'는 맞춤법 규정에 어긋나며 '신이라 불린 사나이'가 맞는 표현이다. 중앙대학교 국어국문학과 이찬욱 교수에 따르면 "'이름이 불리다'가 맞는 표현이다. '불리우다'는 '불리다'의 잘못이다. '불리다'는 '부르다'의 피동사이므로 여기에 다시 접미사 '-우-'를 넣을 필요가 없는 것이다"라고 하였다.